# Clément Métayer
Pour les articles homonymes, voir Métayer.
Clément Métayer est un acteur français, né le 25 août 1993 à Marseille.

## Biographie
Il est le fils d'Alex Métayer et le demi-frère d'Éric Métayer.

## Filmographie

### Cinéma

#### Longs métrages
- 2012 : Après Mai d'Olivier Assayas : Gilles
- 2014 : La Ritournelle de Marc Fitoussi : Grégoire Lecanu
- 2014 : La vita oscena de Renato De Maria : Andrea
- 2015 : Floride de Philippe Le Guay : Robin
- 2018 : Plaire, aimer et courir vite de Christophe Honoré : Pierre
- 2018 : Les Chatouilles d'Andréa Bescond et Eric Métayer : officier au commissariat
- 2018 : Sympathie pour le diable de Guillaume de Fontenay : Philippe
- 2023 : Shreklife de Le Grabuge et Clément Métayer : Hervé Rental

#### Courts métrages
- 2015 : Deux rivages de Diana Munteanu : Marc
- 2018 : Tous les garçons d'Alice De Lencquesaing et Inès Loizillon
- 2018 : Seul le sable reste d'Antonio Messana: Pep
- 2019 : Merci mais non merci de Julie Oona

### Théâtre
- 2024 : Haircut de David Louis Zuckerman au New Theater Hollywood

### Télévision

#### Séries télévisées
- 2016 : Les Grands de Vianney Lebasque : Val
- 2020 : Dix pour cent, saison 4, épisode 3 José d'Antoine Garceau : Étienne
- 2022 : Irma Vep d'Olivier Assayas, épisode 3 Dead Man's escape : Kevin

### Doublage
- 2021 : Monstres et Cie : Au travail : Chuck
- 2022 : Thor: Love and Thunder : ?

## Distinctions
- Nommé révélation pour le César du meilleur espoir masculin en 2013[4]
- Nommé aux Prix Lumières du meilleur espoir masculin en 2013